# Chrysocythere
Chrysocythere is een geslacht van kreeftachtigen uit de klasse van de Ostracoda (mosselkreeftjes).

## Soorten
- Chrysocythere asterospinosus (Omatsola, 1970) Rosenfeld & Bein, 1978
- Chrysocythere boldi Omatsola, 1972
- Chrysocythere buncensis Keen, 1994 †
- Chrysocythere cataphracta Ruggieri, 1962 †
- Chrysocythere craticula (Brady, 1880) Dingle, 1993
- Chrysocythere foveostriata (Brady, 1870) Bold, 1966
- Chrysocythere hexastriata Bold, 1966 †
- Chrysocythere iyemojai (Omatsola, 1972) Dingle, 1993
- Chrysocythere jaini Khosla & Nagori, 1989 †
- Chrysocythere keiji Ruggieri, 1961
- Chrysocythere keiji Jain, 1978
- Chrysocythere lignea Bonaduce, Ruggieri, Russo & Bismuth, 1992 †
- Chrysocythere mayyanadensis Khosla & Nagori, 1989 †
- Chrysocythere minuta Ahmed, 1994 †
- Chrysocythere naqibi Khalaf, 1982 †
- Chrysocythere ornata Hartmann, 1974
- Chrysocythere oulofi Carbonnel, 1986 †
- Chrysocythere paradisus Doruk, 1973 †
- Chrysocythere terquemi (Mostafawi, 1987) Mostafawi, 1987 †